# Gojam orientale
Gojam orientale è una delle zone amministrative in cui è suddivisa la Regione degli Amara in Etiopia.

## Woreda
La zona è composta da 21 woreda:
1. Aneded
2. Awabel
3. Baso Liben
4. Bechena Town
5. Bibugn
6. Debay Telatgen
7. Debre Elias
8. Debre Markos town
9. Dejen
10. Dejen town
11. Enarj Enawga
12. Enebse Sarmder
13. Enemay
14. Goncha Siso Enebse
15. Guzamn
16. Hulet Ej Enese
17. Michakel
18. Mota Town
19. Sedae
20. Senan
21. Shebel Bernta